# Julian Lage

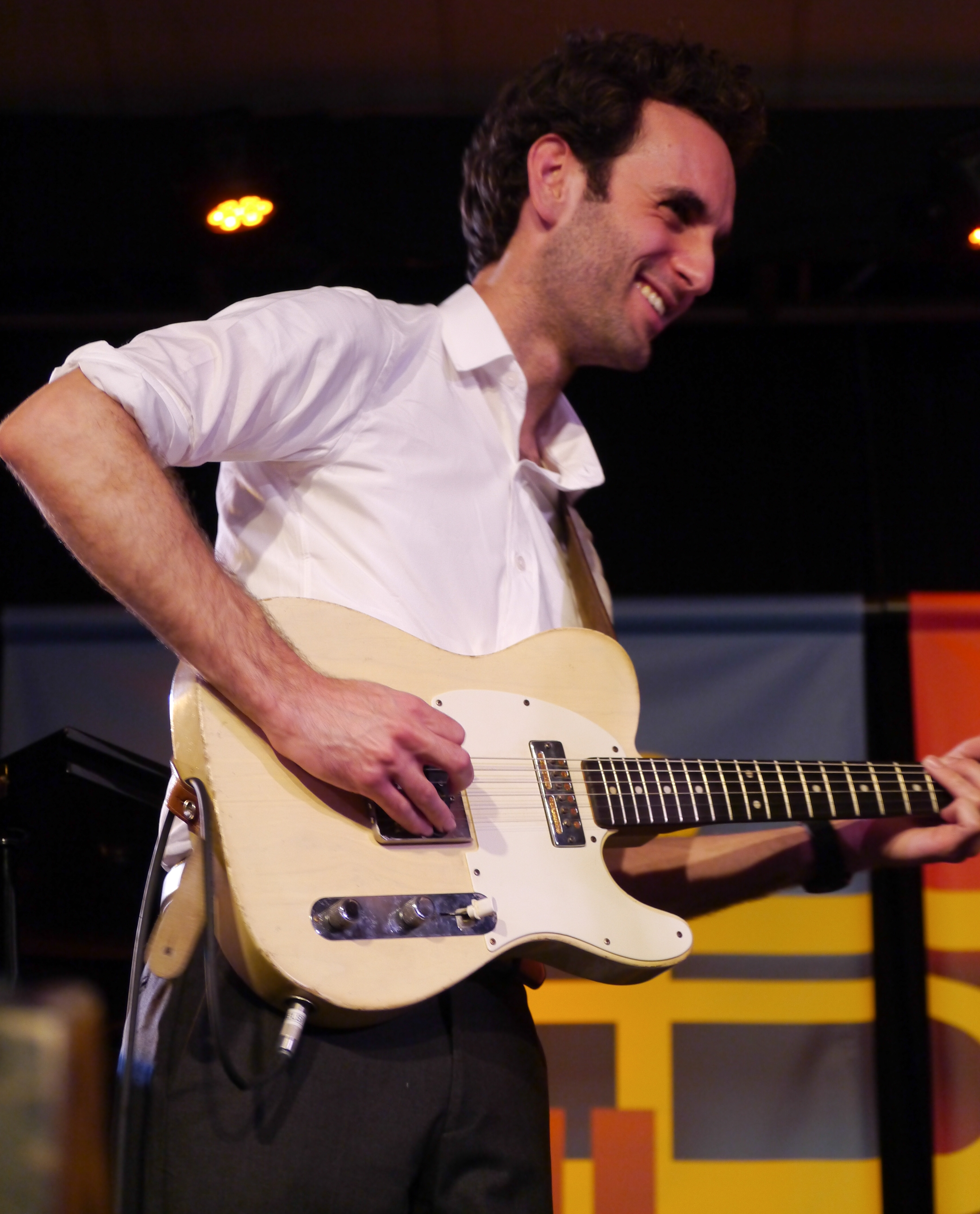
Julian Lage (2014)

Julian Lage (* 25. Dezember 1987 in Santa Rosa, Kalifornien) ist ein US-amerikanischer Jazzgitarrist.

## Leben und Wirken
Lage wuchs in der San Francisco Bay Area auf, begann als Wunderkind bereits mit sechs Jahren öffentlich aufzutreten und spielte zwei Jahre später u. a. mit Carlos Santana 1996 wurde er in dem Dokumentarfilm Jules at Eight porträtiert. Mit 15 Jahren hielt er einen Jazz-Workshop an der Stanford University ab. Nach einer Ausbildung am San Francisco Conservatory of Music studierte er an der Sonoma State University, am Ali Akbar College of Music und am Berklee College of Music in Boston. Seitdem tritt Lage mit Künstlern wie Pat Metheny, Herbie Hancock, Christian McBride, Kenny Werner, Toots Thielemans, Martin Taylor, Béla Fleck, Eric Harland, Frank Vignola und Taylor Eigsti auf. 1999 wirkte er im Duo mit dem Bluegrass-Musiker David Grisman an dessen Album Dawg Duos mit und trug 2000 eine Coverversion von In a Sentimental Mood (mit Martin Taylor und David Grisman) zur Kompilation Acoustic Disc: 100% Handmade Music, Vol. V. bei.
Lage konzertierte auch auf zahlreichen Jazzfestivals wie dem Monterey, Montreux und dem North Sea Jazz Festival. Mit dreizehn Jahren trat er bei der Verleihung der Grammy Awards auf. Gary Burton nahm mit ihm als Solisten 2004/05 die Alben Generations und Next Generations auf. 2009 erschien sein Debütalbum Sounding Point bei EmArcy Records, das 2010 für den Grammy als „Bestes zeitgenössisches Jazzalbum“ nominiert wurde. 2011 erschien das Album Gladwell (Emarcy), 2016 Arclight (Mack Avenue Records); 2017 legte er mit Chris Eldridge das Duo-Album Mount Royal vor, gefolgt von Modern Lore (Mack Avenue, 2018). Weitere Alben spielte er für Blue Note Records ein, zuletzt View With a Room (2022) und The Layers (2023), wo er auf Bill Frisell trifft. Zu hören ist er auch auf Kris Davis’ Alben Duopoly (2016) und Diatom Ribbons Live at the Village Vanguard (2023), außerdem mit John Zorns Quartett Incerto (Homenaje a Remedios Varo 2023). Seit Oktober 2010 lebt er in New York.
Nach Ansicht von Michael G. Nastos orientiert sich Lages offen angelegtes akustisches Gitarrenspiel an Vorbildern wie Ralph Towner oder Jim Hall; dabei integriere er zudem Elemente der europäischen Klassik als auch des Flamenco. Im Vordergrund seines Stils stehen die melodischen Aspekte, die gelegentlich auch pure Improvisation beinhalten. Für Tomorrow Is the Question, ein Stück aus dem Album Love Hurts, erhielt Lage 2019 eine Grammy-Nominierung in der Kategorie Bestes improvisiertes Jazz-Solo.